# Aleuropleurocelus abnormis
Aleuropleurocelus abnormis es un hemíptero de la familia Aleyrodidae, subfamilia Aleyrodinae.
Fue descrita científicamente por primera vez por Quaintance en 1900.